# Adry Hermans
Adriana Hermans (Rotterdam, 6 november 1917 – aldaar, 25 december 2007) was een Nederlands onderneemster.

## Loopbaan
Ze introduceerde het vak schoonheidsspecialiste in Nederland en zette de opleiding daarvoor op. Het Instituut Adry Hermans aan de Provenierssingel in Rotterdam ging later op in het Instituut voor Midden- en Kleinbedrijfsopleidingen, het IMKO College Uiterlijke Verzorging. Op 20 mei 1994 werd ze benoemd tot Ridder in de Orde van Oranje-Nassau.
Hermans introduceerde speciale massages. Naast de A- en B-cursussen ontwikkelde ze C-cursussen, waarbij ze oud-leerlingen en schoonheidsspecialistes van de nieuwste technieken op de hoogte bracht. Ze was oprichtster van de beroepsvereniging van schoonheidsspecialistes, de Algemene Nederlandse Brancheorganisatie Schoonheidsverzorging (ANBOS). 
Adry Hermans was de moeder van Hans Breukhoven, oprichter van Free Record Shop.

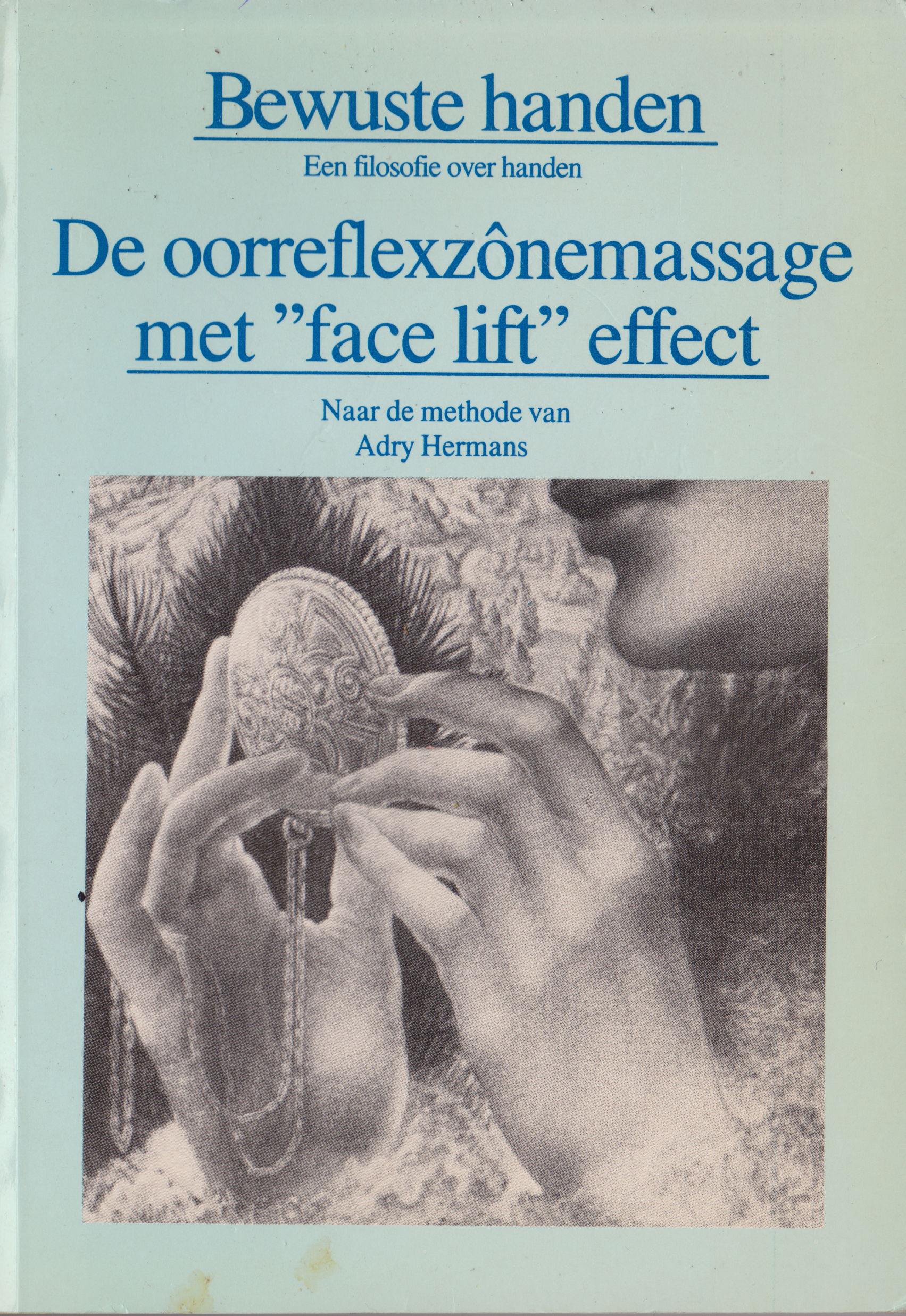
Voorkaft van het lesboek Oorreflexzônemassage met face-lift effect naar de methode van Adry Hermans, geschreven door Adry Hermans. Gebruikt voor de gelijknamige applicatiecursus. 1e druk maart 1992, 2e druk oktober 1992

## Publicaties
- Bewuste handen: een filosofie over handen. De oorreflexzônemassage met "face lift" effect: naar de methode van Adry Hermans (1992).
- Pincements naar de methode van dr. Jacquet (1994).
- Adem en klank: je lichaam vol muziek (1994) met tekeningen van Els Breukhoven-Hilgersom. ISBN 90-9007052-4.